# 于欣源
于欣源（Xin-Yuan YU，1985年2月13日—），被譽為中國男子網球最有希望的選手，單、雙打皆有一定實力，曾参加过北京奥运会的网球单打比赛，并与曾少眩搭档参加双打比赛。打法屬於底線型選手，缺點是力量較弱。台維斯盃戰績為單打6勝5負和雙打7勝3負。

## 主要成績
- 2003年全國總決賽單打亞軍
- 2005年中華人民共和國第十屆全運會網球比賽男子雙打銀牌、男子團體銅牌
- 2006年中國網球公開賽男雙四强（與曾少眩）
- 2006年中國網球大獎賽男單冠軍、男雙冠軍（與曾少眩）
- 2009年中華人民共和國第十一屆全運會網球比賽混合雙打銀牌、男子雙打銅牌

## 外部連結
- 于欣源（英文/西班牙文）的官方資料
- 于欣源的國際網球總會 職業／青少年 官方資料（英文）
- 于欣源的官方資料（英文）
- 于欣源 - 中国网球协会官方网站（页面存档备份，存于）
- 于欣源_体育明星_新浪竞技风暴_新浪网（页面存档备份，存于）
- 于欣源_HEAD/海德官方网站
- 运动员资料库 于欣源11（页面存档备份，存于）